# Línea C1 (Córdoba)
La línea C1 es una línea que sirve de extensión a la línea C de trolebuses de la ciudad de Córdoba (Argentina). Esta es operada por la empresa municipal TAMSE y se creó en agosto de 2020. Cumple la función de recorrer las mismas arterias que el servicio electrificado, pero al llegar al final del tramo en barrio San Vicente sigue su ruta hasta el barrio Ituzaingó Anexo, donde se encuentra la planta de Fiat y una de las zonas más alejadas del centro de la ciudad.

## Recorrido
Servicio diurno 
Desde B° Ameghino Norte a B° Ituzaingó
Ida: De la Fuente y Zanni  – Félix Paz – Av. Fuerza Aérea – Av. Julio A. Roca – Peredo – Av. Marcelo T. de Alvear – Belgrano – Tucumán – Av. Colón – Av. Emilio Olmos – Av. 24 de Septiembre – Viamonte – Larrea – Rep. Dominicana – Alejandro Carbó – Carlos Pellegrini – San Jerónimo – Obispo Castellanos – Entre Ríos – Solares – San Jerónimo – Diego de Torres – Agustín Garzón – Bancalari – Av. Sabattini – Vucetich hasta Schrodinger.
Regreso: De Schrodinger y Vucetich por ésta – Av. Sabattini – Lisandro de la Torre – Solares – San Jerónimo – Bernardo de Irigoyen – Obispo Maldonado – Alejandro Carbó – Rep. Dominicana – Larrea – Roma – Sarmiento – Bv. Guzmán – Lima – Santa Rosa – Av. General Paz – Av. Vélez Sársfield – Achával Rodriguez – Av. Marcelo T. de Alvear – Av. Julio A. Roca – Av. Fuerza Aérea – De la Fuente hasta Zanni.